# Пфайфер (музыкант)
Пфайфер (нем. Pfeifer или нем. Pfeiffer, в пер. «свистун») — в средневековой Германии и сопредельных немецкоязычных регионах обозначение для музыкантов, в первую очередь бродячих.
В Средневековье на территории Священной Римской империи пфайфер — это музыкант, играющий на духовых инструментах. Позднее оно перешло и на другие специализации музыкального исполнения. Эти музыканты, к примеру могли играть на флейте, но также и на струнных инструментах. Бродячие музыканты в Средние века были совершенно бесправны, и в целях повышения своего общественного статуса объединялись в братства, из которых впоследствии возникли гильдии музыкантов. Во Франции и Южной Германии на местах создавались крупные земельные объединения пфайферов, которыми в Германии и Эльзасе руководил так называемый Пфайферкёниг (Pfeiferkönig) — «король музыкантов». Как правило, он назначался местными властями. Так, в 1355 году императором Карлом IV был утверждён некий лютнист Иоганн как «Rex omnium histrionum». У пфайферов имелся свой особый суд, проводивший заседания раз в год (Pfeifertage), и отдельное судебное право (Pfeiferrecht).
Начиная с XV столетия в положении пфайферов обозначаются некоторые изменения. Так, появляются корпорации штадтпфайферов (Stadtpfeifer) — городских музыкантов-инструменталистов — находившихся на службе у городских властей. В их обязанности входило не только сопровождение различных торжеств и праздников, но и обучение музыкальному искусству. Само музыкальное образование проводилось по правилам ремесленнического, цехового обучения. Городские организации штадтпфайферов находились под управлением «штадтмузикуса» (Stadtmusikus) — городского музыкального (корнетного) мастера. Подобные городские группы штадтпфайферов сохранялись в некоторых районах Германии вплоть до начала XX столетия (например в Силезии).